# Edward Villiers (knight)

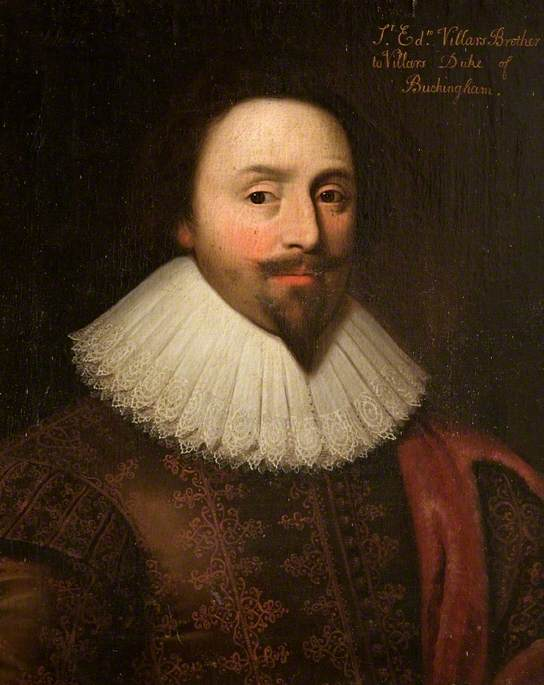
Edward Villiers, porträtterad av Gortzius Geldorp.

Edward Villiers, född omkring 1585, död den 7 september 1626, var en engelsk ämbetsman. Han var halvbror till hertigen av Buckingham och farfar till Barbara Villiers, hertiginna av Cleveland. 
Villiers erhöll i samband med broderns gunst hos Jakob I knightvärdighet 1616. Han blev 1617 myntmästare, var underhusledamot 1620, 1624 och 1625, användes i beskickningar till kurfursten av Pfalz 1620 och 1621 samt visade som president i Munster, från 1625, duglighet som administratör på Irland.